# 까리냥

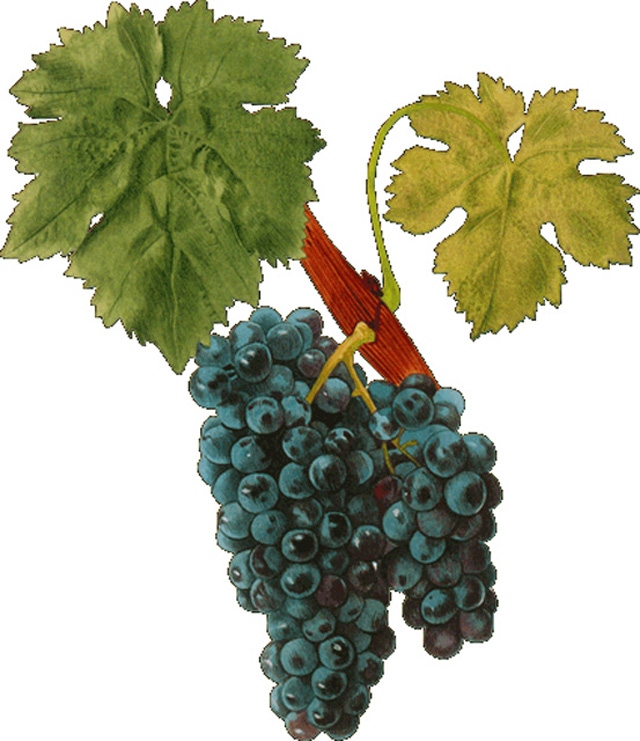

까리냥(카리냥, Carignan, Mazuelo, Bovale Grande, Cariñena, Carinyena, Samsó, Carignane 및 Carignano)은 스페인산 적포도 품종으로, 프랑스 와인에서 더 흔히 발견되지만 서부 지중해 전역과 전 세계에 널리 재배된다. 아라몬과 함께 프랑스 와인 호수를 책임지는 주요 포도 중 하나로 여겨져 캘리포니아 센트럴 밸리의 저그 와인 생산에 있어 실질적인 생산자였으나 최근에는 남부의 많은 셀러들의 주력 와인으로 거듭나고 있다. 프랑스 및 카탈로니아도 그러하다.
포도 품종학자들은 이 포도가 아라곤의 카리녜나(Cariñena)에서 시작되었을 가능성이 높으며 나중에 사르디니아, 이탈리아, 프랑스, 알제리 및 신세계의 많은 지역으로 이식되었다고 믿는다. 이 품종은 역사적으로 리오하 (포도주)의 레드 와인 블렌드의 구성 요소였다. 프랑스에서 포도의 명성은 1988년 167,000헥타르(410,000에이커)에 달하면서 최고조에 달했으며 프랑스에서 가장 널리 재배되는 포도 품종이었다. 그 해, 유럽 와인의 전반적인 품질을 높이고 증가하는 와인 호수 현상을 줄이기 위해 유럽 연합은 포도원 소유자에게 포도나무를 뽑는 대가로 현금 보조금을 제공하는 공격적인 포도나무 풀 계획을 시작했다. 모든 프랑스 와인 품종 중에서 까리냥은 2000년에 95,700ha(236,000에이커)까지 감소하여 가장 널리 영향을 받았으며 가장 널리 재배되는 포도로서 메를로를 능가했다.
까리냥의 인기는 주로 200hl/ha(11톤/에이커) 범위의 매우 큰 수확량을 생산하는 능력과 관련이 있다. 이 포도나무는 썩음, 흰가루병, 노균병 및 포도 벌레를 포함한 여러 가지 포도 재배 위험에 상당히 민감하여 심각한 포도 재배 위험에 직면해 있다. 까리냥은 늦게 싹이 트고 익는 포도로 완전한 생리학적 성숙을 달성하기 위해서는 따뜻한 기후가 필요하다. 포도나무는 또한 포도 송이 주위에 매우 두꺼운 줄기를 발달시켜 기계적 수확을 어렵게 만든다. 곧게 자라는 습성을 갖고 있어 격자 없이도 자랄 수 있다.
2008년에 보고된 까리냥 블랑(Carignan blanc)과 핑크 베리 까리냥 그리스(Carignan gris)로 알려진 백포도 변종은 각각 약 411헥타르(1,020에이커)와 1헥타르(2.5에이커)의 소규모 재배지에서 루시옹에 존재한다.